# Lukács Mária (újságíró)
Lukács Mária, Ilosvai Marianna (Budapest, 1928. június 9. – Budapest, 2018. május 28.) magyar újságíró, lapszerkesztő, Schäffer Judit (1931–2008) jelmeztervező nővére.

## Életútja
Schäffer Miksa (1900–1944) és Vogel Piroska (1905–1988) gyermekeként született. Apját, aki a szobi Kőbánya Részvénytársaságnál dolgozott tisztviselőként, a második világháború alatt deportálták. Többé nem látta őt a családja. Ekkor anyja, aki a háború előtt háztartásbeli volt, adminisztrátorként helyezkedett el a Jointnál.
1946-ban érettségizett. 1946–1947-ben adminisztrátor, 1947 és 1950 között fényképészsegéd volt. 1950-ben lett a Népszava munkatársa, később szerkesztője, főmunkatársa, ahol negyven éven keresztül foglalkozott egészségügyi témákkal. 1990 után a Köztársaságnak, a Respublikának, a Népszabadság Budapest-mellékletének és a Weborvos portálnak volt olvasószerkesztője.
1947-ben lépett be az MKP-ba, majd az MDP és az MSZMP tagja volt. 1950-től a MÚOSZ tagja volt, ahol az Etikai Bizottság munkájában is részt vett.
Férje Lukács Sándor (1914–1984) tanár, gimnáziumi igazgató, országgyűlési képviselő volt.

## Művei
- Szélhámosok szabadlábon; Táncsics Kiadó, Budapest, 1969 (riportok)

## Díjai, elismerései
- Rózsa Ferenc-díj (1969)
- Aranytoll (1999)